# Euronymous
Euronymous, pseudonimo di Øystein Aarseth (Surnadal, 22 marzo 1968 – Oslo, 10 agosto 1993), è stato un chitarrista e produttore discografico norvegese di origini lapponi.
Fu il chitarrista e cofondatore del gruppo black metal norvegese Mayhem. Fu fondatore della Deathlike Silence Productions, casa discografica rivolta principalmente alle band black metal emergenti e del negozio di dischi Helvete. Fu anche fondatore di una presunta cerchia criminale norvegese chiamata Inner Circle, una setta di persone seguaci del satanismo e del black metal che compirono diversi atti vandalici nei confronti di luoghi cristiani e, in alcuni casi, addirittura minacce e omicidi. È considerato una sorta di "padrino" della scena black metal norvegese.

## Biografia
Aarseth iniziò la sua esperienza musicale con i L.E.G.O. e poi con i Checker Patrol assieme al bassista Necrobutcher e alcuni componenti della speed/thrash band tedesca Assassin, con cui realizzò anche una demo.

### Mayhem
Nel 1984, insieme al bassista Necrobutcher (Jørn Stubberud) e al batterista Kjetil Manheim fondò la band black metal Mayhem ("caos"), ispirandosi agli inglesi Venom, agli svizzeri Celtic Frost e agli svedesi Bathory; all'epoca adottò il nome d'arte "Destructor", cambiato poco dopo in Euronymous, spelling errato del nome di un demone "principe della morte" divoratore di cadaveri che, secondo Pausania, il pittore greco Polignoto aveva rappresentato in un affresco a Delfi e che è nominato da una canzone degli Hellhammer (in cui lo spelling è peraltro corretto). Nell'estate del 1986, Euronymous, Necrobutcher e Jon "Metalion" Kristiansen, fondatore della fanzine Slayer Magazine, fecero visita al gruppo thrash metal tedesco Assassin e registrarono il demo Metalion in the Park sotto la denominazione Checker Patrol, Metalion contribuì con dei cori di sottofondo alla traccia Metalion in the Park. Dopo alcuni demo "di rodaggio", nel 1987 i Mayhem, ora costituiti da Euronymous, Necrobutcher, Manheim e dal cantante Maniac; pubblicano il seminale EP Deathcrush, che seppur ancora contaminato da evidenti influenze thrash e death metal, sarà di capitale importanza per lo sviluppo del genere black metal e riscuote un discreto successo negli ambienti underground di musica estrema.
Nel 1988, Pelle "Dead" Ohlin si unì ai Mayhem come nuovo cantante dopo l'abbandono da parte di Maniac, e Jan Axel "Hellhammer" Blomberg divenne il batterista al posto di Manheim, ritiratosi a vita privata. Nel 1991, Dead, Euronymous e Hellhammer vissero tutti insieme in una casa nei boschi nei pressi di Kråkstad, che veniva utilizzata anche come sala prove. Il bassista dei Mayhem Necrobutcher disse in seguito, che dopo aver vissuto insieme per qualche tempo, Dead ed Euronymous "iniziarono a darsi sui nervi a vicenda" e che "non erano molto amici all'epoca". Hellhammer ricorda un particolare episodio dove Dead, fu costretto ad andare a dormire nel bosco perché Euronymous ascoltava in casa musica elettronica (che Dead odiava) ad alto volume. Per infastidirlo ancora di più, Euronymous allora uscì fuori e si mise a sparare per aria con un fucile. Varg Vikernes dichiarò che Dead una volta arrivò a tirare una coltellata a Euronymous durante un litigio. Agli inizi degli anni novanta, Euronymous aprì un negozio di dischi chiamato Helvete e fondò la sua casa discografica che chiamò "Deathlike Silence Productions", da un brano dei Sodom chiamato Deathlike Silence.

### Inner Circle

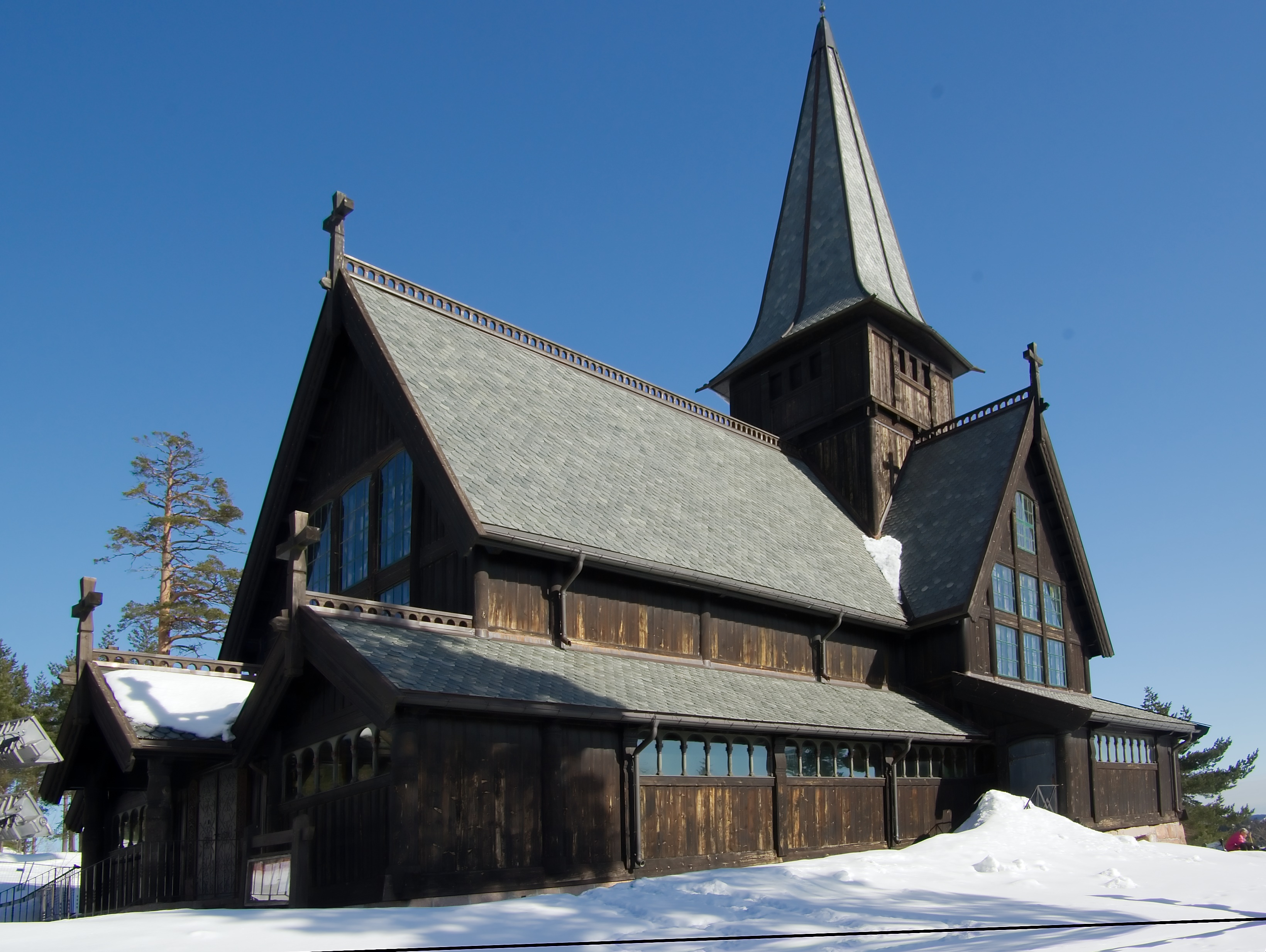
Euronymous prese parte al rogo della Cappella di Holmenkollen, uno dei tanti atti criminosi del Black Circle

Euronymous possedeva un carisma "malvagio" che riuscì ad attirare numerosi ragazzi norvegesi e, nel giro di poco tempo, arrivarono a formare una presunta setta, l'Inner Circle, che si macchiò di vari crimini in Scandinavia, tra cui incendi di chiese, profanazioni di tombe e perfino di omicidi. Ad ogni modo, è ancora oggetto di discussione l'esistenza di questa setta, in quanto esponenti del black metal scandinavo come Varg Vikernes l'hanno negata. Resta il fatto che a partire dal 1992 una serie di chiese norvegesi furono date alle fiamme in roghi dolosi provocati da musicisti e fan del black metal. Euronymous presenziò al rogo della Cappella di Holmenkollen insieme a Varg Vikernes e Bård Faust, che furono in seguito condannati per l'incendio dopo la morte di Euronymous. Faust disse di ritenere che Euronymous si fosse lasciato coinvolgere nell'atto vandalico attratto dal suo forte significato simbolico e "per provare di essere veramente parte della scena e non solo un osservatore in disparte".

In coincidenza con la pubblicazione di De Mysteriis Dom Sathanas dei Mayhem, Vikernes ed Euronymous avrebbero anche pianificato di far esplodere una bomba all'interno della cattedrale di Nidaros, raffigurata sulla copertina dell'album. Il decesso di Euronymous nell'agosto 1993 mise definitivamente fine al progetto. Nel corso di un'intervista del 1993 concessa a una radio svedese, a proposito dei recenti roghi delle chiese in Norvegia, Euronymous disse: 
(Øystein Aarseth)
Nel marzo 1993, la rivista musicale Kerrang! pubblicò un articolo sulla scena black metal norvegese. In esso, Euronymous e Vikernes si presentarono come i leader di un gruppo militante di "terroristi satanici". Euronymous dichiarò di finanziare le attività del gruppo, ma di non essere direttamente coinvolto in prima persona nei crimini, perché se egli fosse stato arrestato, l'organizzazione sarebbe crollata.

### Suicidio di Dead
Quando nell'aprile 1991 il cantante dei Mayhem, Per Yngve Ohlin, detto Dead, si suicidò tagliandosi prima le vene e poi sparandosi un colpo di fucile in testa, Euronymous scoprì il cadavere nel suo appartamento e scattò alcune fotografie che poi furono usate per la copertina di un bootleg (Dawn of the Black Hearts). Si dice che i Marduk, i Samael e gli Abruptum abbiano parti del cranio del deceduto cantante a loro donate da Euronymous. Così Necrobutcher, che uscirà dai Mayhem poco tempo dopo il fatto, ricorda come Euronymous gli comunicò la notizia del suicidio di Dead:

### Helvete
(Euronymous, in un'intervista alla fanzine Slayer Magazine n. 8, 1991.)

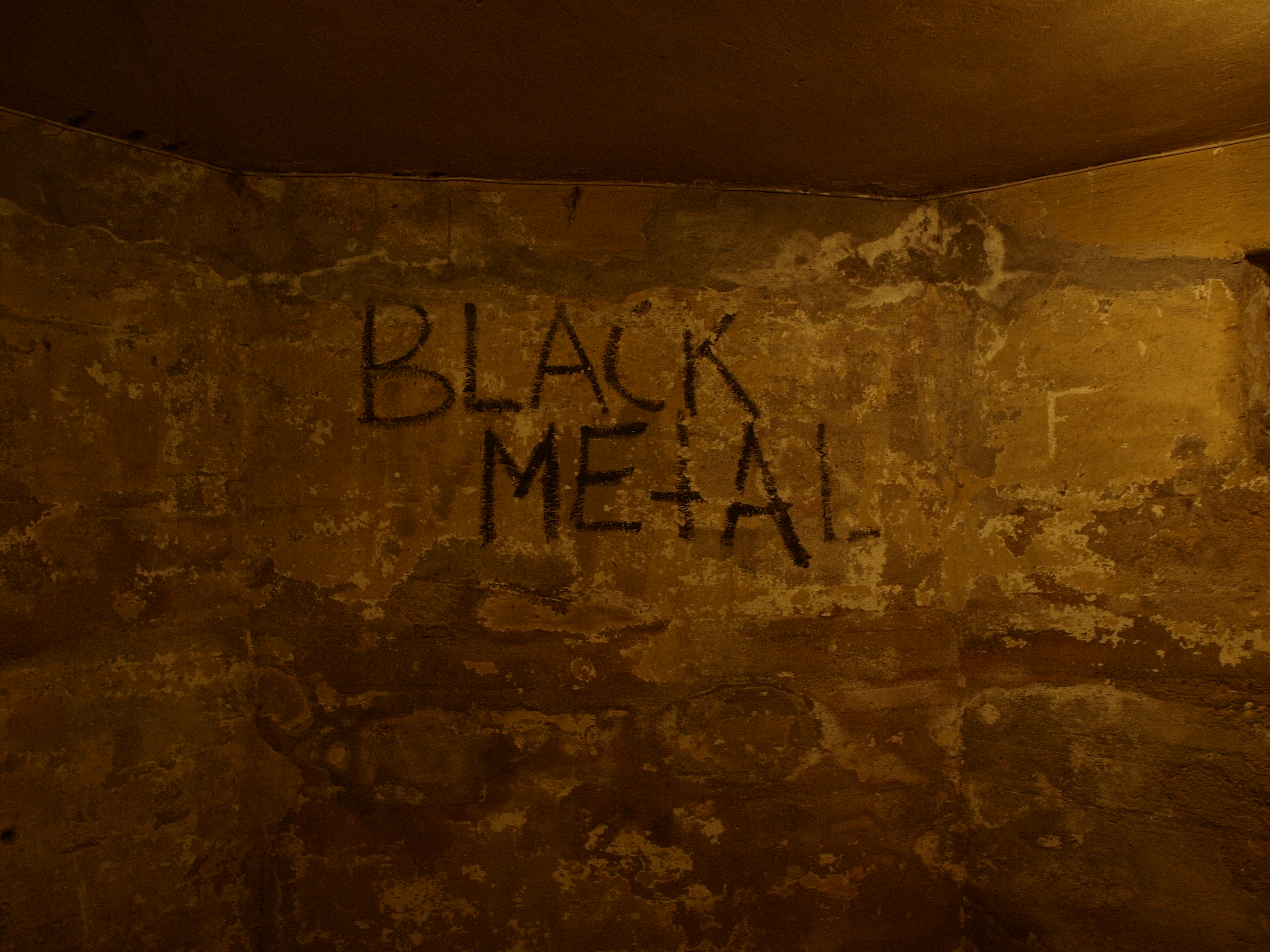
Graffito presente nel seminterrato del negozio di Euronymous, Helvete, risalente al 1991

Euronymous era "la figura centrale intorno alla quale ruotò la formazione della scena black metal norvegese", tanto da poter essere quasi definito il "fondatore vero e proprio del movimento". Durante il maggio-giugno del 1991, egli aprì un negozio di dischi chiamato Helvete (che significa "Inferno" in lingua norvegese). Il negozio era situato in Schweigaards gate 56, nel quartiere di Gamlebyen a Oslo. I musicisti black metal norvegesi si incontravano spesso nel negozio e, i più intimi e fidati, anche nella cantina dello stesso. Tra questi c'erano membri dei Mayhem e degli Emperor, Varg "Count Grishnackh" Vikernes di Burzum, e Snorre "Blackthorn" Ruch dei Thorns. Inoltre Euronymous fondò anche un'etichetta discografica indipendente chiamata Deathlike Silence Productions, con sede presso lo stesso Helvete, specializzata in metal estremo, che distribuì i primi album di gruppi quali Mayhem, Burzum, Merciless, Abruptum, e di una band giapponese di nome Sigh. Euronymous, Varg, e il chitarrista degli Emperor Samoth vissero tutti all'interno del negozio in periodi diversi. Il batterista degli Emperor Bård "Faust" Eithun lavorò nel negozio e, vi soggiornò anche lui per qualche tempo. Le pareti del negozio erano dipinte di nero e decorate con armi medievali, poster di vari gruppi metal, copertine di dischi in vinile, e picture disc, mentre le finestre, per mantenere sempre un'atmosfera tetra, erano state oscurate e l'idea era quella di ricoprirle con lastre di polistirolo sagomate come fossero lapidi di tombe, ma mancarono i fondi e il tempo. A proposito dell'Helvete, lo stesso Euronymous disse in un'intervista del giugno 1992: 
(Øystein Aarseth)
Durante il periodo nel quale restò aperto, l'Helvete fu il ritrovo principale e il fulcro della scena black metal locale. Jon "Metalion" Kristiansen, della fanzine Slayer, disse che l'apertura dell'Helvete fu "la nascita ufficiale del movimento black metal norvegese". Daniel Ekeroth, autore di Swedish Death Metal, scrisse nel 2008:
(Daniel Ekeroth)
Secondo Stian "Occultus" Johannsen, il locale affittato da Euronymous "era troppo grande e l'affitto troppo alto", e fu questa la ragione principale per la quale non si rivelò mai un buon investimento economico. Solo una piccola parte dell'immobile era destinata al negozio. Varg Vikernes disse che Øystein regalava addirittura i dischi ai clienti, e che spesso veniva beccato a bere Coca-Cola e mangiare kebab comprato dai pachistani del negozio accanto prelevando i soldi dalla cassa. Euronymous chiuse l'Helvete all'inizio del 1993 quando iniziò ad attirare l'attenzione delle forze di polizia locali e dei mass media a causa dei fatti di cronaca nera connessi con l'Inner Circle.

### La morte
Il 10 agosto 1993 Euronymous fu accoltellato a morte da Varg Vikernes, che al tempo si faceva chiamare Count Grishnack e suonava il basso nei Mayhem. Secondo il rapporto ufficiale, fu colpito 23 volte: 2 alla testa, 5 al collo e 16 alla schiena, ma Varg in una sua intervista dichiara che la coltellata mortale fu una soltanto, inflitta al cranio di Euronymous.
Ci sono molti dubbi sul motivo dell'uccisione. Vikernes stesso disse di aver agito per legittima difesa, poiché qualcuno gli aveva confidato che Euronymous avrebbe voluto torturarlo in una zona periferica per poi filmare le sevizie. Dopo la sua morte, i Mayhem continuarono a registrare il loro album, De Mysteriis Dom Sathanas. La madre di Euronymous chiese a Hellhammer, il batterista dei Mayhem, di rimuovere le linee di basso che erano state registrate da Varg Vikernes. Il batterista disse che avrebbe registrato personalmente le tracce di basso ma, a quanto dichiarato da Vikernes, non fu così: le sue parti strumentali non subirono alcuna modifica, ma fu solo rimosso il suo nome tra i crediti del disco.
Øystein Aarseth, in arte Euronymous, è stato sepolto nello Ski Kirkegaard di Ski a 25 km da Oslo.

## Idee religiose

Il pentacolo con la punta rivolta in basso è un simbolo frequente del Satanismo.

Euronymous si definiva seguace del satanismo teologico. Rifiutava qualunque collegamento al satanismo razionalista e si considerava una persona religiosa; le sue idee derivavano infatti dalla religione cristiana, sebbene i principi ne risultassero capovolti. Euronymous dichiarava che gli attacchi alla religione, come i roghi di chiese, avevano lo scopo di incitare la rinascita di un fondamentalismo cristiano, per provocare i cristiani e costringerli a uno scontro finale, una guerra teologica. Varg Vikernes afferma invece che il satanismo di Euronymous non fosse reale.

## Idee politiche
Oltre ad essere un convinto satanista, Aarseth fu un attivista di Rød Ungdom (RU, letteralmente: «Gioventù Rossa»), movimento giovanile norvegese d'ispirazione comunista. A modo suo, Aarseth immaginava un comunismo con tendenze sataniste ed aveva una fascinazione nei confronti di Pol Pot e Iosif Stalin e in generale nei confronti dei regimi totalitari (un suo desiderio era trasferirsi in nazioni come la Corea del Nord o l'Albania socialista, o comunque in territori sotto le dittature rosse più dure e violente). Durante le rivoluzioni del 1989 visse una sorta di conflitto interiore: «Tutte le rivoluzioni che stanno accadendo in Europa orientale potrebbero provenire direttamente dagli scritti di Marx, Lenin e Mao, e il partito di cui faccio parte le supporta totalmente, perché comunismo significa libertà totale [...] ma d'altra parte sono affascinato, a livello personale, da nazioni come l'Albania, la Corea del Nord o la Cambogia, che hanno adottato una linea molto dura e si sono chiuse verso il resto del mondo». Le sue convinzioni politiche di estrema sinistra costituiranno un ulteriore motivo di scontro con Varg Vikernes, sostenitore dell'estrema destra nazionalista.

## Controversie
Il suicidio di Dead nel 1991 generò varie leggende metropolitane, esattamente come tutti i più noti eventi della storia dei Mayhem. Si ipotizza che Euronymous, prima persona a rientrare a casa trovando il corpo del suicida, avesse preso frammenti del cranio di Dead, regalandone in seguito alcuni ad altri musicisti dello scenario black metal scandinavo che riteneva "degni" (uno sarebbe in possesso di Morgan Håkansson dei Marduk); secondo altri, invece, avrebbe anche preso e congelato alcune parti del cervello del suicida, che poi avrebbe tentato di consumare come ingrediente di uno stufato. Fu tuttavia provato che Euronymous scattò delle foto al corpo di Dead (una delle quali fu usata come copertina del bootleg Dawn of the Black Hearts) e in seguito distrutte da suo padre dopo l'assassinio di Aarseth da parte di Varg Vikernes.
Sebbene la versione ufficiale del suicidio di Dead riporti che il ragazzo si tagliò le vene con un grosso coltello da cucina e poi si sparò, la foto che appare sulla copertina di Dawn of the Black Hearts suscitò qualche perplessità, in quanto è chiaramente visibile il coltello poggiato sopra il fucile, e questo portò qualcuno a pensare che fosse stato proprio Euronymous ad uccidere Dead, voci che egli non volle smentire di proposito. Resta comunque incontrovertibile il fatto che Euronymous sfruttò il suicidio di Dead per rafforzare l'aura di malvagità dei Mayhem e dichiarò che il cantante si era ucciso perché il black metal era diventato "trendy" e si era svenduto e commercializzato. Necrobutcher ipotizzò che scattare le foto del cadavere e costringere gli altri a vederle fosse un espediente messo in atto da Euronymous per cercare di superare lo shock di aver visto il corpo morto dell'amico.
Varg Vikernes riferì che qualcuno, qualche settimana prima che lui uccidesse Euronymous, gli aveva raccontato di aver trovato, frugando nei cassetti a casa del chitarrista, un dildo con frammenti di feci e quindi di essere giunto alla conclusione che Aarseth fosse omosessuale o perlomeno bisessuale. Inoltre, Vikernes si disse disgustato dalla presunta abitudine di Euronymous di passare il tempo a guardare film pedopornografici oppure cosiddetti "snuff movie".

## Strumenti
Euronymous suonava una Gibson Les Paul Standard Sunburst ed utilizzava come effetto il Tube Screamer dell'Ibanez.

## Discografia
Euronymous suonò la chitarra (o altri eventuali strumenti occasionali) nei seguenti album:
| Band           | Titolo                    | Registrazione | Pubblicazione | Note                                                                                             |
| -------------- | ------------------------- | ------------- | ------------- | ------------------------------------------------------------------------------------------------ |
| Mayhem         | Pure Fucking Armageddon   | 1986          | 1986          | Demo                                                                                             |
| Checker Patrol | Metalion in the Park      | 1986          | 1986          | Demo                                                                                             |
| Mayhem         | Deathrehearsal            | 1987          | 1987          | Demo                                                                                             |
| Mayhem         | Deathcrush                | 1987          | 1987          | EP                                                                                               |
| Mayhem         | Live in Leipzig           | 1990          | 1993          | Album dal vivo con Dead alla voce.                                                               |
| Burzum         | Burzum                    | 1992          | 1992          | Produzione. Assolo di chitarra elettrica in War e gong in Dungeons of Darkness. Non accreditato. |
| Burzum         | Det som engang var        | 1992          | 1993          | Gong in Den onde kysten. Non accreditato.                                                        |
| Mayhem         | Dawn of the Black Hearts  | 1990          | 1995          | Bootleg postumo. Foto di copertina.                                                              |
| Mayhem         | Freezing Moon/Carnage     | 1990          | 1996          | Singolo postumo.                                                                                 |
| Mayhem         | Out from the Dark         | 1991          | 1995          | Raccolta postuma.                                                                                |
| Mayhem         | De Mysteriis Dom Sathanas | 1992–1993     | 1994          | Postumo.                                                                                         |
| Mayhem         | Live in Zeitz             | 1990          | 2016          | Postumo. Album dal vivo con Dead alla voce.                                                      |
| Mayhem         | Live in Jessheim          | 1990          | 2017          | Postumo. Album dal vivo con Dead alla voce.                                                      |
| Mayhem         | Live in Sarpsborg         | 1990          | 2017          | Postumo. Album dal vivo con Dead alla voce.                                                      |